# Pont Rio-Niterói
Le pont Rio-Niterói (officiellement pont Presidente Costa e Silva) est un ouvrage d'art situé dans l'État brésilien  de Rio de Janeiro. Il traverse la baie de Guanabara.

## Description
Le pont est la partie intégrante de la route fédérale BR-101, qui parcourt le littoral oriental du pays entre les États de Rio Grande do Norte et Rio Grande do Sul. 
Il mesure 13,3 km de longueur, dont 8,8 km sur les eaux de la baie. Avec 27 m de largeur, son tablier supporte une route de 2 x 4 voies.Ce pont est un pont à poutre.
L'architecte est Mario Andreazza.

## Historique
Sa construction commença symboliquement le 9 novembre 1968 en présence de la reine Élisabeth II, durant sa première et unique visite officielle dans le pays, mais les travaux ne commencèrent réellement qu'en janvier 1969 et le pont fut inauguré le 4 mars 1974.
Les entreprises françaises Campenon Bernard et Freyssinet ont participé à la construction du pont.
Il porte le nom d'Arthur da Costa e Silva, chef de la dictature militaire (1964-1985).

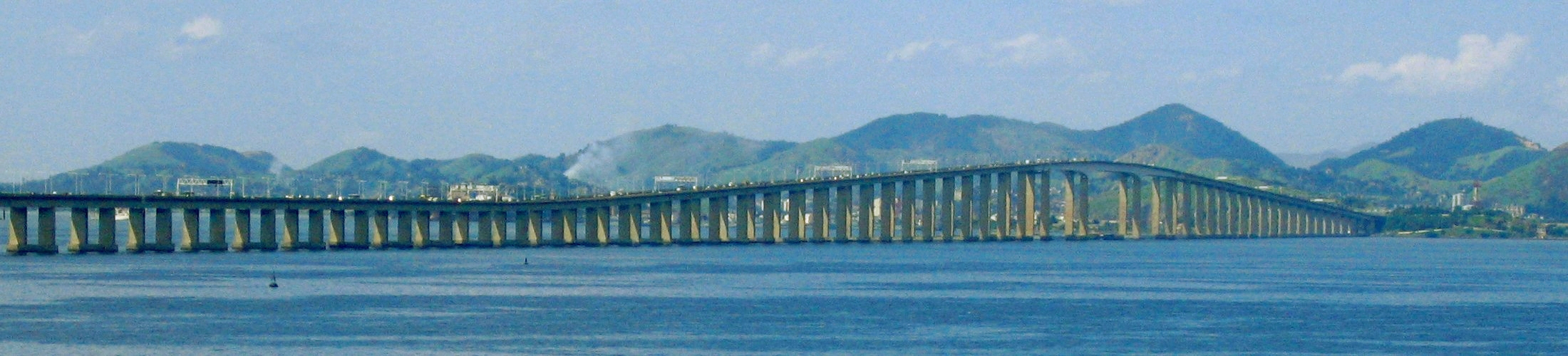
Ponte Rio-Niterói